# Citroën C-Zero
De Citroën C-Zero is een elektrische auto uit de economyklasse. De wagen werd ontworpen met de hulp van Mitsubishi Motors om zo, naast de Peugeot iOn, nog een Europese variant te krijgen op de Mitsubishi iMiEV.

## Geschiedenis
In de jaren 90 probeerde Citroën zijn eerste elektrische wagen te ontwerpen. De wagen had hetzelfde ontwerp als de Citroën Saxo maar doordat deze werd aangedreven door middel van batterijen werd dit ontwerp beschouwd als milieuvriendelijk. Door de hoge productiekosten door de dure batterijen en de gelimiteerde levensduur van deze batterijen werden er slechts 5.500 exemplaren van deze wagen verkocht.

## Technisch
De C-Zero heeft een elektromotor met een vermogen van 47 kW (of 64 pk). Deze motor wordt aangedreven door lithium-ion-accu's. De maximumsnelheid bedraagt 131 km/h. Via een stopcontact van 230 V duurt het 6 uur om de batterij volledig op te laden. Echter, met een externe 400 V-aansluiting op 125A kan de batterij op 30 minuten tijd zich al op 80% van zijn maximaal vermogen bevinden.